# Euphorbia cupularis
Euphorbia cupularis Boiss. es una especie fanerógama perteneciente a la familia Euphorbiaceae. Es endémica de Sudáfrica y Mozambique.

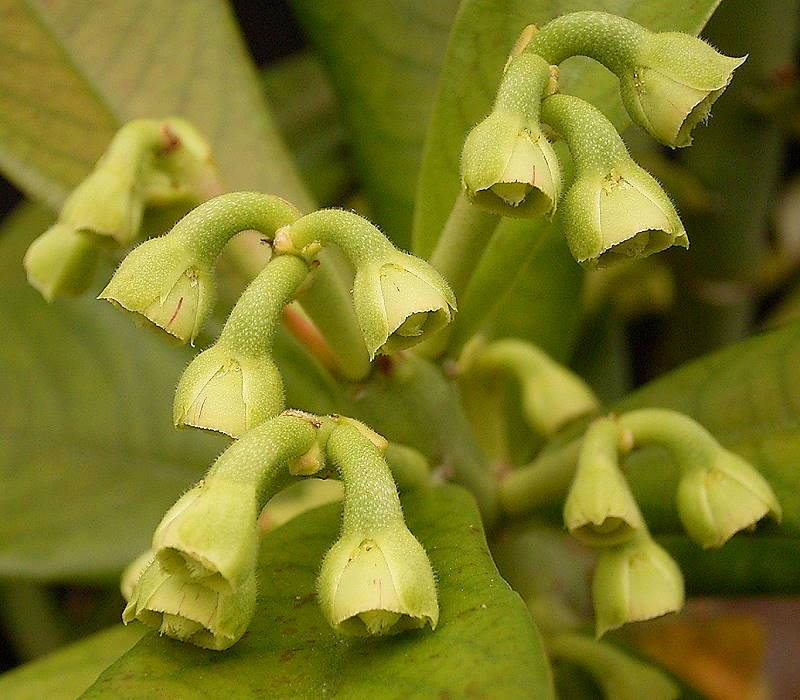
Inflorescencia

## Descripción
Es un arbusto de 2 m, o pequeño árbol de hasta 4 m de altura, con ramas y tallos flexibles. Las hojas totalmente glabras, de 14 × 5,5 cm, obovadas, obtusas en el ápice, con un pecíolo de 5-10 mm de largo, los márgenes enteros, la superficie inferior a menudo manchada de rojo y con un nervio central ancho. La inflorescencia en cimas axilares, pseudumbeladas, sobre pedúnculos pubescentes de 3 cm de largo, cada uno por lo general 2 veces bifurcado y con un ciatio sésil (involucro) en cada  punta de las ramitas. El fruto es una cápsula.

## Taxonomía
Euphorbia cupularis fue descrita por Pierre Edmond Boissier y publicado en Centuria Euphorbiarum 23. 1860.
Etimología
Euphorbia: nombre genérico que deriva del médico griego del rey Juba II de Mauritania (52 a 50 a. C. - 23), Euphorbus, en su honor – o en alusión a su gran vientre –  ya que usaba médicamente Euphorbia resinifera. En 1753 Carlos Linneo asignó el nombre a todo el género.
cupularis: epíteto latino que significa "con forma de copa".
Sinonimia
- Euphorbia arborescens E.Mey.
- Euphorbia synadenia Baill.
- Synadenium arborescens Boiss.
- Synadenium cupulare (Boiss.) Wheeler ex A.C.White, R.A.Dyer & B.Sloane[6][7][8]